# Robert Oskar von Ketelhodt
Freiherr Robert Oskar Vredeber von Ketelhodt (* 17. Oktober 1836 in Rudolstadt; † 7. Juni 1908 in Gotha) war ein deutsch-preußischer Politiker und Landrat.

## Leben
Freiherr Ketelhodt war der älteste Sohn aus dritter Ehe des Louis von Ketelhodt mit der Tochter des kammerpräsidentenJohann Heinrich Scheller und der Auguste Hahn, Therese Scheller aus Rudolstadt. 1871 wurde Ketelhodt zum Landtagsabgeordneten im Landtag Schwarzburg-Rudolstadt gewählt. Am 22. Juli 1872 legt er sein Mandat nieder und trat sein Amt als königlich-preußischer Landrat im Kreis Deutsch Krone, Provinz Westpreußen an. Ketelhodt amtierte als Landrat bis 1883.
Er war Gutsherr auf Hermannsgrün und seit 1883 mit Olga von Muellern (* 1852; † 1938) verheiratet. Sie war in erster Ehe mit August Freiherr Hiller von Gaetringen (* 1839; † 1874) liiert und die Tochter des Generallandschaftsrates Adolf von Muellern-Soßnow und der Marianne von Wulffen. Robert und Olga hatte mehrere Kinder und Enkelkinder. Sohn Joachim fiel als Leutnant 1918. Der Sohn Lütke  (* 1886) erbte vom Großvater Soßnow in Westpreußen und lebte mit seiner Familie nach den Kriegen bei Lüneburg. Der jüngste Sohn Alfred (* 1890; † 1944) wurde Kunstmaler und war mehrfach verheiratet, zwei Kinder.